# Ophiomidas aurum
Ophiomidas aurum är en ormstjärneart som beskrevs av McKnight 2003. Ophiomidas aurum ingår i släktet Ophiomidas och familjen Ophiolepididae. Inga underarter finns listade i Catalogue of Life.